# Independent Soldiers
Independent Soldiers, (dansk: Uafhængige Soldater) bedre kendt som IS, er en bande i British Columbia. I.S. består af mange forskellige, nationaliteter ofte med høje positioner, men generelt er det indisk-canadiere af Punjabi-afstamning.
Alligevel er der kommet flere hvide medlemmer til, flere I.S. ledere blev dræbt, i forbindelse, med et nyt valg, og deres nyeste allierede indbefatter Hells Angels.
Gennem, de sidste fem år, har fået banden, fået en prominent plads i Vancouver, såvel som Kamloops, Kelowna, Chilliwack, Abbotsford, Surrey, samt i en del andre byer. Generelt er banden engageret i bandekrig, narkodistribution, hvidvaskning af penge, og andre kriminelle aktiviteter. Bandens rivaler omfatter United Nations og Hells Angels (tidligere), hvilket har ført til mange uopklarede mord, drive-by shooting, og fængsling af flere af bandens medlemmer. Banden er vokset støt gennem de seneste par år, og kan ofte ses på gaderne med deres røde og sorte tøj, som ofte også har bandens initialer IS.
I 2005, blev bandens leder Sukhvinder "Bicky" Dosanjh dræbt i en bilulykke. Banden menes nu at blive, ledet af Peter Adiwal, hvis problemer, med loven går mere end et årti tilbage. Han blev sigtet for et røveri i 1997, men blev senere frikendt. I 2000, blev han sigtet og senere dømt for våbenbesiddelse. Han blev også sigtet, for våbenbesiddelse i 2002. Et år senere, erkendte han sig skyldig i overfald og kidnapning, hvorefter at han blev fængslet igen.
Som i 2009, menes det at bandens operationelle afdelinger i Calgary og Edmonton, begyndte at etablere forbindelser med en af Calgary's asiatiske bander, og med den stadigt voksende Rizzuto-familien fra Montreal.